# CS Nebelhorn Trophy 2021
CS Nebelhorn 2021 року пройшов 22-25 вересня в Оберстдорфі, Німеччина. Це змагання є частиною серії ISU Challenger сезону 2021–22. Це також був останній кваліфікаційний етап до зимових Олімпійських ігор 2022 року. Були розіграні медалі в дисциплінах: чоловіче одиночне катання, жіноче одиночне катання, парне катання та танці на льоду.
У грудні 2020 року Міжнародний союз ковзанярів визначив Nebelhorn Trophy офіційним кваліфікаційним змаганням з фігурного катання на зимові Олімпійські ігри 2022 року. Змагання Nebelhorn Trophy 2009, 2013 та 2017 років також були офіційними кваліфікаційними змаганнями для Зимових Олімпійських ігор 2010, 2014 та 2018 років відповідно.

## Результати

### Чоловіки
| Місце | Фігурист                     | Країна            | Загальна кількість очок | SP                        | SP                        | FP                        | FP                        | Кваліфікація на ОІ-2022   |
| ----- | ---------------------------- | ----------------- | ----------------------- | ------------------------- | ------------------------- | ------------------------- | ------------------------- | ------------------------- |
| 1     | Вінсент Чжоу                 | США               | 284.23                  | 1                         | 97.35                     | 1                         | 186.88                    | Кваліфікован              |
| 2     | Адам Сяо Хім Фа              | Франція           | 243.78                  | 2                         | 89.23                     | 3                         | 154.55                    | Кваліфікован              |
| 3     | Марк Кондратюк               | Росія             | 241.06                  | 5                         | 81.48                     | 2                         | 159.58                    | Кваліфікован              |
| 4     | Габріеле Франгіпані          | Італія            | 229.39                  | 4                         | 83.11                     | 6                         | 146.28                    | N                         |
| 5     | Лі Сі Хен                    | Південна Корея    | 229.14                  | 7                         | 79.95                     | 4                         | 149.19                    | Кваліфікован              |
| 6     | Володимир Литвинцев          | Азербайджан       | 228.65                  | 6                         | 80.54                     | 5                         | 148.11                    | Кваліфікован              |
| 7     | Брендан Керрі                | Австралія         | 218.95                  | 3                         | 85.89                     | 7                         | 133.06                    | Кваліфікован              |
| 8     | Роман Садовський             | Канада            | 207.62                  | 8                         | 76.10                     | 8                         | 131.52                    | Кваліфікован              |
| 9     | Бурак Демірбога              | Туреччина         | 203.28                  | 10                        | 73.56                     | 10                        | 129.72                    | N                         |
| 10    | Башар Октар                  | Туреччина         | 203.22                  | 9                         | 74.77                     | 13                        | 128.45                    |                           |
| 11    | Славік Айрапетян             | Вірменія          | 199.47                  | 12                        | 69.89                     | 12                        | 129.58                    |                           |
| 12    | Пітер Джеймс Халлам          | Велика Британія   | 196.39                  | 15                        | 66.77                     | 11                        | 129.62                    |                           |
| 13    | Пауль Фенц                   | Німеччина         | 194.70                  | 11                        | 73.32                     | 15                        | 121.38                    |                           |
| 14    | Мауріціо Зандрон             | Австрія           | 192.73                  | 17                        | 62.85                     | 9                         | 129.88                    |                           |
| 15    | Ярі Кесслер                  | Хорватія          | 190.39                  | 13                        | 69.28                     | 16                        | 121.11                    |                           |
| 16    | Нікола Тодескіні             | Швейцарія         | 185.09                  | 14                        | 66.79                     | 17                        | 118.30                    |                           |
| 17    | Томас Ллоренс Гуаріно Сабате | Іспанія           | 187.72                  | 22                        | 59.45                     | 14                        | 128.27                    |                           |
| 18    | Едріан Пауль Целестіно       | Філіппіни         | 176.10                  | 16                        | 64.32                     | 18                        | 111.78                    |                           |
| 19    | Брейн Девід Льютон           | Монако            | 170.13                  | 18                        | 62.38                     | 21                        | 107.75                    |                           |
| 20    | Кай Ягода                    | Німеччина         | 169.23                  | 20                        | 61.48                     | 20                        | 107.75                    |                           |
| 21    | Андрас Чернох                | Угорщина          | 164.41                  | 21                        | 59.52                     | 24                        | 104.89                    |                           |
| 22    | Ларрі Луполовер              | Болгарія          | 163.80                  | 19                        | 61.82                     | 27                        | 101.98                    |                           |
| 23    | Адам Хагара                  | Словаччина        | 162.41                  | 25                        | 54.20                     | 19                        | 108.21                    |                           |
| 24    | Вальттер Віртанен            | Фінляндія         | 161.02                  | 24                        | 55.22                     | 22                        | 105.80                    |                           |
| 25    | Метью Семюелс                | ПАР               | 160.15                  | 23                        | 56.09                     | 25                        | 104.06                    |                           |
| 26    | Харрісон Джон-Йен Вонг       | Гонконг           | 158.49                  | 26                        | 53.55                     | 23                        | 104.94                    |                           |
| 27    | Діас Джиренбаєв              | Казахстан         | 156.29                  | 28                        | 52.81                     | 26                        | 103.48                    |                           |
| 28    | Томас Столл                  | Німеччина         | 153.77                  | 29                        | 52.32                     | 28                        | 101.45                    |                           |
| 29    | Конор Стакелум               | Ірландія          | 140.67                  | 27                        | 53.01                     | 30                        | 87.66                     |                           |
| 30    | Е Чже Ю                      | Китайський Тайбей | 137.13                  | 30                        | 46.91                     | 29                        | 90.22                     |                           |
| WD    | Люк Майєргофер               | Австрія           | знято                   | знято з участі в конкурсі | знято з участі в конкурсі | знято з участі в конкурсі | знято з участі в конкурсі | знято з участі в конкурсі |
| WD    | Корнель Вітковський          | Польща            | знято                   | знято з участі в конкурсі | знято з участі в конкурсі | знято з участі в конкурсі | знято з участі в конкурсі | знято з участі в конкурсі |

### Жінки
| Місце | Фігурист                | Країна            | Загальна кількість очок | SP | SP    | FP                        | FP                        | Кваліфікація на ОІ-2022   |
| ----- | ----------------------- | ----------------- | ----------------------- | -- | ----- | ------------------------- | ------------------------- | ------------------------- |
| 1     | Аліса Лю                | США               | 207.40                  | 1  | 70.86 | 1                         | 136.54                    | Кваліфікувалась           |
| 2     | Катерина Куракова       | Польща            | 193.58                  | 6  | 61.04 | 2                         | 132.54                    | Кваліфікувалась           |
| 3     | Вікторія Сафонова       | Білорусь          | 190.29                  | 3  | 62.02 | 3                         | 128.27                    | Кваліфікувалась           |
| 4     | Олексія Паганіні        | Швейцарія         | 180.48                  | 2  | 65.65 | 5                         | 114.83                    | Кваліфікувалась           |
| 5     | Анастасія Шабатова      | Україна           | 177.70                  | 5  | 61.49 | 4                         | 116.21                    | Кваліфікувалась           |
| 6     | Йозефін Талегард        | Швеція            | 166.05                  | 9  | 54.96 | 6                         | 111.09                    | N                         |
| 7     | Кайлані Крейне          | Австралія         | 165.35                  | 4  | 61.62 | 10                        | 103.73                    | Кваліфікувалась           |
| 8     | Лара Накі Гутман        | Італія            | 164.60                  | 7  | 57.16 | 7                         | 107.44                    |                           |
| 9     | Емілея Зінгас           | Кіпр              | 158.16                  | 11 | 52.90 | 9                         | 105.26                    |                           |
| 10    | Дінь Цзихань            | Китайський Тайбей | 157.21                  | 13 | 51.33 | 8                         | 105.88                    |                           |
| 11    | Уна Унасвуорі           | Фінляндія         | 155.67                  | 12 | 51.94 | 11                        | 103.73                    |                           |
| 12    | Даша Грм                | Словенія          | 148.79                  | 15 | 50.19 | 13                        | 98.60                     |                           |
| 13    | Тейлор Морріс           | Ізраїль           | 148.34                  | 10 | 53.36 | 16                        | 94.98                     |                           |
| 14    | Леа Серна               | Франція           | 146.52                  | 14 | 50.93 | 15                        | 95.59                     |                           |
| 15    | Джоселін Гонг           | Нова Зеландія     | 146.41                  | 17 | 49.13 | 14                        | 97.28                     |                           |
| 16    | Джулія Ланг             | Угорщина          | 145.64                  | 24 | 45.22 | 12                        | 100.42                    |                           |
| 17    | Анет Лаце               | Латвія            | 145.17                  | 8  | 54.96 | 19                        | 90.21                     |                           |
| 18    | Ніколь Раджікова        | Словаччина        | 143.00                  | 16 | 50.00 | 17                        | 93.00                     |                           |
| 19    | Софія Шаллер            | Австрія           | 138.75                  | 18 | 48.92 | 20                        | 89.83                     |                           |
| 20    | Джулія Сотер            | Румунія           | 136.49                  | 20 | 48.79 | 21                        | 87.70                     |                           |
| 21    | Джоанна Соу             | Гонконг           | 135.78                  | 19 | 48.79 | 23                        | 86.99                     |                           |
| 22    | Євгенія Гарза           | Мексика           | 135.29                  | 21 | 47.84 | 22                        | 87.45                     |                           |
| 23    | Герлі Лійнамяе          | Естонія           | 133.83                  | 28 | 43.44 | 18                        | 90.39                     |                           |
| 24    | Софія Франк             | Філіппіни         | 128.78                  | 22 | 47.65 | 29                        | 81.13                     |                           |
| 25    | Наталі Вайнцерль        | Німеччина         | 127.99                  | 25 | 44.62 | 26                        | 83.37                     |                           |
| 26    | Антоніна Дубініна       | Сербія            | 127.97                  | 26 | 44.09 | 25                        | 83.88                     |                           |
| 27    | Майя Соренсен           | Данія             | 127.32                  | 23 | 46.69 | 30                        | 80.63                     |                           |
| 28    | Олександра Головкіна    | Литва             | 125.33                  | 27 | 43.95 | 28                        | 81.38                     |                           |
| 29    | Яе-Міа Нейра            | Чилі              | 122.34                  | 29 | 41.86 | 31                        | 80.48                     |                           |
| 30    | Тара Прасад             | Індія             | 122.27                  | 34 | 37.51 | 24                        | 84.76                     |                           |
| 31    | Сінем Пекдер            | Туреччина         | 122.12                  | 30 | 40.01 | 27                        | 82.11                     |                           |
| 32    | Альдіс Кара Бергсдоттір | Ісландія          | 118.09                  | 31 | 39.92 | 32                        | 78.17                     |                           |
| 33    | Богдана Рахішева        | Казахстан         | 104.18                  | 33 | 38.22 | 33                        | 65.96                     |                           |
| 34    | Романа Кайзер           | Ліхтенштейн       | 92.39                   | 37 | 31.38 | 34                        | 61.01                     |                           |
| 35    | Дімітра Коррі           | Греція            | 91.89                   | 36 | 32.89 | 35                        | 59.00                     |                           |
| 36    | Тіта Ламсам             | Таїланд           | 90.13                   | 35 | 33.33 | 36                        | 56.80                     |                           |
| WD    | Іседора Вільямс         | Бразилія          | знято                   | 32 | 38.52 | знято з участі в конкурсі | знято з участі в конкурсі | знято з участі в конкурсі |

### Пари
| Місце | Фігуристи                                  | Країна          | Загальна кількість очок | SP | SP    | FP | FP     | Кваліфікація на ОІ-2022 |
| ----- | ------------------------------------------ | --------------- | ----------------------- | -- | ----- | -- | ------ | ----------------------- |
| 1     | Мінерва Хазе / Нолан Зеегерт               | Німеччина       | 185.25                  | 2  | 66.26 | 2  | 118.99 | N                       |
| 2     | Лора Баркеро / Марко Зандрон               | Іспанія         | 181.61                  | 3  | 62.01 | 1  | 119.60 | Кваліфікувались         |
| 3     | Карина Сафіна / Лука Берулава              | Грузія          | 178.16                  | 1  | 66.46 | 3  | 111.70 | Кваліфікувались         |
| 4     | Анніка Хокке / Роберт Кункель              | Німеччина       | 168.21                  | 5  | 59.11 | 5  | 109.10 | N                       |
| 5     | Хейлі Копс / Євген Краснопольський         | Ізраїль         | 167.08                  | 7  | 55.58 | 4  | 111.50 | Кваліфікувались         |
| 6     | Ван Юйчень / Хуан Іхан                     | КНР             | 162.66                  | 4  | 60.21 | 6  | 102.45 |                         |
| 7     | Богдана Лукашевич / Олександр Степанов     | Білорусь        | 159.08                  | 6  | 58.25 | 7  | 100.83 |                         |
| 8     | Анастасія Голубєва / Гектор Джотопулос Мур | Австралія       | 149.35                  | 13 | 49.55 | 8  | 99.80  |                         |
| 9     | Дарія Данилова / Мішель Циба               | Нідерланди      | 145.26                  | 8  | 55.39 | 9  | 89.87  |                         |
| 10    | Сара Конті / Нікколо Мачії                 | Італія          | 143.44                  | 9  | 53.96 | 11 | 89.48  |                         |
| 11    | Софія Голіченко / Артем Даренський         | Україна         | 142.38                  | 10 | 52.63 | 10 | 89.75  |                         |
| 12    | Лана Петранович / Антоніо Соуза-Кордейру   | Хорватія        | 141.18                  | 11 | 52.42 | 12 | 88.76  |                         |
| 13    | Колін Керівен / Ноель-Антуан П'єр          | Франція         | 137.50                  | 12 | 51.23 | 13 | 86.27  |                         |
| 14    | Грета Крафорд / Джон Крафорд               | Швеція          | 134.40                  | 14 | 48.87 | 14 | 85.53  |                         |
| 15    | Зої Джонс / Крістофер Бояджі               | Велика Британія | 129.12                  | 15 | 44.90 | 15 | 84.22  |                         |
| 16    | Анна Герник / Міхал Вольняк                | Польща          | 105.42                  | 16 | 40.05 | 16 | 65.37  |                         |

### Танці на льоду
| Місце | Фігуристи                                   | Країна               | Загальна кількість очок | RD                        | RD                        | FD                        | FD                        | Кваліфікація на ОІ-2022   |
| ----- | ------------------------------------------- | -------------------- | ----------------------- | ------------------------- | ------------------------- | ------------------------- | ------------------------- | ------------------------- |
| 1     | Юлія Турккіла / Матіас Верслуйс             | Фінляндія            | 181.19                  | 1                         | 70.92                     | 1                         | 110.27                    | Кваліфікувались           |
| 2     | Катаріна Мюллер / Тім Дік                   | Німеччина            | 173.74                  | 4                         | 68.47                     | 3                         | 105.27                    | N                         |
| 3     | Марія Казакова / Георгій Ревія              | Грузія               | 173.20                  | 5                         | 66.95                     | 2                         | 106.25                    | Кваліфікувались           |
| 4     | Тіна Гарабедян / Сімон Пролкс-Сенекаль      | Вірменія             | 173.03                  | 3                         | 68.61                     | 4                         | 104.42                    | Кваліфікувались           |
| 5     | Наталі Ташлерова / Філіп Ташлер             | Чехія                | 172.98                  | 2                         | 70.51                     | 5                         | 102.47                    | Кваліфікувались           |
| 6     | Анна Яновська/ Адам Лука                    | Угорщина             | 160.41                  | 8                         | 64.68                     | 6                         | 95.74                     |                           |
| 7     | Юра Мін / Данієль Ітон                      | Південна Корея       | 158.54                  | 6                         | 66.79                     | 10                        | 91.75                     |                           |
| 8     | Кароліна Портезі Пероні / Майкл Храстецький | Італія               | 157.74                  | 10                        | 62.69                     | 7                         | 95.05                     |                           |
| 9     | Холлі Харріс / Джейсон Чан                  | Австралія            | 157.21                  | 9                         | 63.05                     | 8                         | 94.16                     |                           |
| 10    | Шира Ічілов / Лоран Абекассіс               | Ізраїль              | 154.76                  | 7                         | 64.90                     | 11                        | 89.86                     |                           |
| 11    | Саша Фір / Джордж Вадделл                   | Велика Британія      | 154.24                  | 11                        | 60.51                     | 9                         | 93.73                     |                           |
| 12    | Шарлотта Лафон-Фурньє / Річард Кам          | Нова Зеландія        | 146.18                  | 13                        | 58.61                     | 12                        | 87.57                     |                           |
| 13    | Лара Люфт / Максиміліан Пфайстер            | Німеччина            | 144.21                  | 12                        | 59.23                     | 13                        | 84.98                     |                           |
| 14    | Юлія Жата / Берк Акалін                     | Туреччина            | 140.66                  | 14                        | 56.49                     | 14                        | 84.17                     |                           |
| 15    | Вікторія Лопусова / Асаф Казімов            | Німеччина            | 132.00                  | 15                        | 56.37                     | 16                        | 75.63                     |                           |
| 16    | Енн-Марі Вольф / Макс Ліберс                | Німеччина            | 129.80                  | 16                        | 53.65                     | 15                        | 76.15                     |                           |
| 17    | Катерина Кузнєцова / Олександр Колосовський | Азербайджан          | 123.97                  | 17                        | 52.14                     | 18                        | 71.83                     |                           |
| 18    | Марія Софія Пучерова / Микита Лисак         | Словаччина           | 120.51                  | 20                        | 46.20                     | 17                        | 74.31                     |                           |
| 19    | Челсі Верхаег / Шерім ван Геффен            | Нідерланди           | 118.68                  | 19                        | 47.88                     | 19                        | 70.80                     |                           |
| 20    | Катерина Митрофанова / Владислав Касинський | Боснія і Герцеговина | 113.98                  | 18                        | 48.53                     | 20                        | 65.45                     |                           |
| WD    | Вікторія Семенюк / Ілля Юхимук              | Білорусь             | знято                   | знято з участі в конкурсі | знято з участі в конкурсі | знято з участі в конкурсі | знято з участі в конкурсі | знято з участі в конкурсі |

## Олімпійська кваліфікація
Спочатку на Nebelhorn Trophy було доступно всього шість квот в одиночних змаганнях, три квоти в парах та чотири в танцях на льоду. Ще одне квотне місце стало доступним в одиночному розряді серед чоловіків після Чемпіонату світу 2021 року.
Тільки країни-члени ISU, які не брали участь у кваліфікації на Олімпійські ігри на Чемпіонаті світу 2021 року, мали право спробувати отримати кваліфікаційне місце у Nebelhorn Trophy. Однак, якщо країна заробила дві або три квоти на чемпіонаті світу, але не мала двох чи трьох фігуристів відповідно, щоб претендувати на вільне катання/танці, то їм було дозволено надіслати фігуриста/пару, яка не претендувала на вільний сегмент на чемпіонаті світу, щоб зайняти квоту, що залишилась. Наступні країни-члени ISU мали право претендувати на другу або третю квоту у перелічених дисциплінах на Nebelhorn Trophy:
| Квота                                                                                                  | Чоловіки                        | Жінки             | Пари   | Танці на льоду         |
| --- | ------------------------------- | ----------------- | ------ | ---------------------- |
| 3 | США · Республіка Китай          | США               | Китай  | Н/Д                    |
| 2 | Канада · Франція Південна Корея | Бельгія · Австрія | Японія | Італія Велика Британія |
| Усі інші країни-члени ISU, які раніше не брали участь у кваліфікації, мали право заробляти одну квоту. |                                 |                   |        |                        |